# Angat
Angat é um município de  primeira classe de renda municipal (d) na província Bulacan, nas Filipinas. De acordo com o censo de 1 de maio  de  2020 possui uma população de 65 617 pessoas e 16 554 domicílios.